# Крей, Солвейг
Солвейг Крей (норв. Solveig Krey, род. 20 марта 1963 года, Лонкан, Норвегия) — норвежский военно-морской офицер, первая в мире женщина — командир подводной лодки.

## Биография
Солвейг родилась в портовом городе Лонкане на северо-западном побережье Норвегии в 1963 году в семье медсестры и электрика. 
В 1989 году окончила Норвежскую военно-морскую академию. Служила на подводных лодках, сначала вахтенным офицером, позже штурманом. С февраля по сентябрь 1995 года проходила 26-недельный курс подготовки командиров подводных лодок. 11 сентября 1995 года Солвейг Крей приняла командование подводной лодкой KNM Kobben (S318), головным судном этого типа в Военно-морских силах Норвегии, став первой в мире женщиной — командиром подводной лодки, а также первой женщиной — командиром корабля в истории норвежского флота.
Позднее Солвейг Крей командовала подводной лодкой KNM Uredd (S305) типа «Ула», а в 2004 году вышла в отставку в звании капитана 3-го ранга. В сентябре 2020 года стало известно, что она подала заявку на должность главы ВМС Норвегии.